# Сан-Хиль
Сан-Хиль (исп. San Gil) — город и муниципалитет в северо-восточной части Колумбии, на территории департамента Сантандер. Входит в состав провинции Гуанента.

## История
Поселение, из которого позднее вырос город, было основано 17 марта 1689 года.

## Географическое положение

Муниципалитет Сан-Хиль

Город расположен на востоке центральной части департамента, в горной местности Восточной Кордильеры, на берегах реки Фонсе, на расстоянии приблизительно 56 километров к югу от города Букараманги, административного центра департамента. Абсолютная высота — 1152 метра над уровнем моря.
Муниципалитет Сан-Хиль граничит на северо-западе с территорией муниципалитета Вильянуэва, на западе — с муниципалитетом Баричара, на юго-западе — с муниципалитетом Кабрера, на юге — с муниципалитетами Пинчоте и Парамо, на юго-востоке — с муниципалитетом Валье-де-Сан-Хосе, на востоке — с муниципалитетом Моготес, на северо-востоке — с муниципалитетом Курити. Площадь муниципалитета составляет 149,5 км².

## Население
По данным Национального административного департамента статистики Колумбии, совокупная численность населения города и муниципалитета в 2015 году составляла 45 445 человек.
Динамика численности населения муниципалитета по годам:
| 2005   | 2006   | 2007   | 2008   | 2009   | 2010   | 2011   | 2012   | 2013   | 2014   | 2015   |
| ------ | ------ | ------ | ------ | ------ | ------ | ------ | ------ | ------ | ------ | ------ |
| 43 519 | 43 712 | 43 928 | 44 151 | 44 356 | 44 561 | 44 751 | 44 937 | 45 285 | 45 114 | 45 445 |

Согласно данным переписи 2005 года мужчины составляли 47,1 % от населения Сан-Хиля, женщины — соответственно 52,9 %. В расовом отношении белые и метисы составляли 99,9 % от населения города; негры, мулаты и райсальцы — 0,1 %.
Уровень грамотности среди всего населения составлял 92,1 %.

## Экономика
Основу экономики Сан-Хиля составляет сельское хозяйство, туризм и кустарные ремёсла.
56,2 % от общего числа городских и муниципальных предприятий составляют предприятия торговой сферы, 28,6 % — предприятия сферы обслуживания, 14 % — промышленные предприятия, 1,2 % — предприятия иных отраслей экономики.

## Транспорт
Через город проходит национальное шоссе № 45А (исп. Ruta Nacional 45А).